# 달구벌대로
달구벌대로(達句伐大路, Dalgubeol-daero)는 대구광역시 달성군 하빈면 성주대교와 수성구 사월동 중산삼거리를 잇는 대구광역시의 간선도로이다. 반월당네거리를 중심으로 동편은 대동로로, 서편은 대서로로 불렸으나 2009년 도로명 주소 사업 때 통합하여 달구벌대로로 불리게 되었다. 대구 도시철도 2호선은 달구벌대로 대부분을 관통하는 지하철 노선이다.

## 연혁
- 2009년 7월 10일 : 2개 이상 시·도에 걸쳐 있는 도로로 달구벌대로를 고시[1]
- 2009년 9월 29일 : 강창교(달성군 다사읍 죽곡리 ~ 대구광역시 달서구 파호동) 580m 구간 확장 개통[2]

## 주요 경유지
대구광역시
- 달성군 (하빈면 - 다사읍) - 달서구 -  서구 - 중구 - 수성구

## 노선
시내권에서 교통량이 평일 출퇴근 사이에 정체 구간의 경우도 있다.
| 이름                | 접속 노선                                                  | 소재지                                                                     | 소재지                           | 비고                                                                         |
| 성주로와 직결       | 성주로와 직결                                              | 성주로와 직결                                                              | 성주로와 직결                    | 성주로와 직결                                                                |
| ------------------- | ---------------------------------------------------------- | -------------------------------------------------------------------------- | -------------------------------- | ---------------------------------------------------------------------------- |
| 성주대교            |                                                            | 대구광역시 달성군                                                          | 하빈면                           | 국도 제30호선 구간 국가지원지방도 제67호선 구간 국가지원지방도 제79호선 구간 |
| 하산리 교차로       | 달구벌대로2길 달구벌대로8길 하목정길 하목정1길             | 대구광역시 달성군                                                          | 하빈면                           | 국도 제30호선 구간 국가지원지방도 제67호선 구간 국가지원지방도 제79호선 구간 |
| 동곡 교차로         | 국가지원지방도 제67호선 국가지원지방도 제79호선 (강변대로) | 대구광역시 달성군                                                          | 하빈면                           | 국도 제30호선 구간 국가지원지방도 제67호선 구간 국가지원지방도 제79호선 구간 |
| 봉촌교              |                                                            | 대구광역시 달성군                                                          | 하빈면                           | 국도 제30호선 구간                                                           |
| 동곡사거리          | 하빈남로 달구벌대로55길                                    | 대구광역시 달성군                                                          | 하빈면                           | 국도 제30호선 구간                                                           |
| 문양리              | 달구벌대로92길 문양역길                                    | 대구광역시 달성군                                                          | 다사읍                           | 국도 제30호선 구간                                                           |
| 부곡2교             |                                                            | 대구광역시 달성군                                                          | 다사읍                           | 국도 제30호선 구간                                                           |
| 다사읍사무소 교차로 | 매곡로                                                     | 대구광역시 달성군                                                          | 다사읍                           | 국도 제30호선 구간                                                           |
| 매곡사거리          | 다사역로                                                   | 대구광역시 달성군                                                          | 다사읍                           | 국도 제30호선 구간                                                           |
| 다사고등학교        | 다사로                                                     | 대구광역시 달성군                                                          | 다사읍                           | 국도 제30호선 구간                                                           |
| 대실역              | 대실역북로 대실역남로                                      | 대구광역시 달성군                                                          | 다사읍                           | 국도 제30호선 구간                                                           |
| 강창교              |                                                            | 대구광역시 달성군                                                          | 다사읍                           | 국도 제30호선 구간                                                           |
| 대구광역시          | 달서구                                                     |                                                                            |                                  | 국도 제30호선 구간                                                           |
| 대구광역시          | 달서구                                                     | 강창역                                                                     | 호산로 달구벌대로203길           | 국도 제30호선 구간                                                           |
| 대구광역시          | 달서구                                                     | 계명대학교 성서캠퍼스                                                      |                                  | 국도 제30호선 구간                                                           |
| 대구광역시          | 달서구                                                     | 신당네거리 (계명대역)                                                      | 대구광역시도 제17호선 (달서대로) | 국도 제30호선 구간                                                           |
| 대구광역시          | 달서구                                                     | 이곡동                                                                     | 성서서로                         | 국도 제30호선 구간                                                           |
| 대구광역시          | 달서구                                                     | 성서네거리 (성서산업단지역)                                                | 대구광역시도 제27호선 (성서로)   | 국도 제30호선 구간                                                           |
| 대구광역시          | 달서구                                                     | 이곡역                                                                     | 성서동로                         | 국도 제30호선 구간                                                           |
| 대구광역시          | 달서구                                                     | 성서 나들목                                                                | 신천대로                         | 국도 제30호선 구간                                                           |
| 대구광역시          | 달서구                                                     | 용산역                                                                     |                                  | 국도 제30호선 구간                                                           |
| 대구광역시          | 달서구                                                     | 용산네거리                                                                 | 대구광역시도 제29호선 (용산로)   | 국도 제30호선 구간                                                           |
| 대구광역시          | 달서구                                                     | 죽전네거리 (죽전역)                                                        | 대구광역시도 제31호선 (와룡로)   | 국도 제30호선 구간                                                           |
| 대구광역시          | 달서구                                                     | 감삼네거리 (감삼역)                                                        | 대구광역시도 제37호선 (당산로)   | 국도 제30호선 구간                                                           |
| 대구광역시          | 달성고등학교 교차로                                        |                                                                            | 북:서구 남:달서구                | 국도 제30호선 구간                                                           |
| 대구광역시          | 두류네거리 (두류역)                                        | 국도 제5호선 (서대구로) 국도 제26호선 국가지원지방도 제30호선 (두류공원로) | 북:서구 남:달서구                | 국도 제30호선 구간                                                           |
| 대구광역시          | 내당역                                                     | 통학로 파도고개로                                                          | 북:서구 남:달서구                |                                                                              |
| 대구광역시          | 반고개네거리 (반고개역)                                    | 대구광역시도 제51호선 (달서로) (명덕로)                                    | 북:서구 남:달서구                |                                                                              |
| 대구광역시          | 신남네거리 (청라언덕역)                                    | 대구광역시도 제57호선 (달성로)                                             | 중구                             |                                                                              |
| 대구광역시          | 계산오거리                                                 | 대구광역시도 제59호선 (서성로) 명륜로 제마루로                             | 중구                             |                                                                              |
| 대구광역시          | 반월당 교차로 (반월당역)                                   | 대구광역시도 제61호선 (중앙대로)                                           | 중구                             |                                                                              |
| 대구광역시          | 봉산육거리                                                 | 대구광역시도 제63호선 (공평로) (이천로) 대봉로 봉산문화1길                 | 중구                             |                                                                              |
| 대구광역시          | 삼덕네거리 (경대병원역)                                    | 대구광역시도 제67호선 (동덕로)                                             | 중구                             |                                                                              |
| 대구광역시          | 수성교지하차도                                             | 대구광역시도 제11호선 (신천대로)                                           | 중구                             |                                                                              |
| 대구광역시          | 수성교                                                     |                                                                            | 중구                             |                                                                              |
| 대구광역시          | 수성구                                                     |                                                                            |                                  |                                                                              |
| 대구광역시          | 수성교 교차로                                              | 신천동로                                                                   |                                  |                                                                              |
| 대구광역시          | 대구은행네거리 (대구은행역)                                | 대구광역시도 제69호선 (수성로)                                             |                                  |                                                                              |
| 대구광역시          | 수성네거리                                                 | 대구광역시도 제71호선 (들안로)                                             |                                  |                                                                              |
| 대구광역시          | 범어네거리 (범어역)                                        | 대구광역시도 제77호선 (동대구로)                                           |                                  |                                                                              |
| 대구광역시          | 수성구청역 교차로                                          | 범어로                                                                     |                                  |                                                                              |
| 대구광역시          | 남부삼가시장                                               | 대구광역시도 제79호선 (동원로)                                             |                                  |                                                                              |
| 대구광역시          | 만촌네거리 (만촌역)                                        | 국도 제25호선 (무열로) 대구광역시도 제23호선 (청호로)                      | 국도 제25호선 구간               |                                                                              |
| 대구광역시          | 수성대학교 교차로                                          | 달구벌대로527길 달구벌대로528길                                            | 국도 제25호선 구간               |                                                                              |
| 대구광역시          | 담티역                                                     | 교학로                                                                     | 국도 제25호선 구간               |                                                                              |
| 대구광역시          | 담티고가교                                                 | 대구광역시도 제83호선 (청수로)                                             | 국도 제25호선 구간               |                                                                              |
| 대구광역시          | 담티고개 담티교                                            |                                                                            | 국도 제25호선 구간               |                                                                              |
| 대구광역시          | 방공포병학교 교차로                                        | 달구벌대로568길                                                            | 국도 제25호선 구간               |                                                                              |
| 대구광역시          | 연호네거리 (연호역)                                        | 대구광역시도 제10호선 (범안로)                                             | 국도 제25호선 구간               |                                                                              |
| 대구광역시          | 대공원역                                                   | 대구광역시도 제87호선 (야구전설로)                                         | 국도 제25호선 구간               |                                                                              |
| 대구광역시          | 월드컵삼거리                                               | 대구광역시도 제89호선 (월드컵로)                                           | 국도 제25호선 구간               |                                                                              |
| 대구광역시          | 시지동                                                     | 대구광역시도 제96호선 (고모로)                                             | 국도 제25호선 구간               |                                                                              |
| 대구광역시          | 고산역                                                     | 시지로 천을로                                                              | 국도 제25호선 구간               |                                                                              |
| 대구광역시          | 시지교                                                     | 시지로1길 시지로3길 달구벌대로621길 달구벌대로625길                        | 국도 제25호선 구간               |                                                                              |
| 대구광역시          | 신매네거리 (신매역)                                        | 대구광역시도 제91호선 (고산로)                                             | 국도 제25호선 구간               |                                                                              |
| 대구광역시          | 신매동                                                     | 신매로 달구벌대로645길                                                     | 국도 제25호선 구간               |                                                                              |
| 대구광역시          | 신매교                                                     | 욱수천로 달구벌대로656길                                                   | 국도 제25호선 구간               |                                                                              |
| 대구광역시          | 사월역                                                     |                                                                            | 국도 제25호선 구간               |                                                                              |
| 대구광역시          | 사월교                                                     | 옥산로                                                                     | 국도 제25호선 구간               |                                                                              |
| 대구광역시          | 중산삼거리                                                 | 경산로                                                                     | 국도 제25호선 구간               |                                                                              |
| 대학로와 직결       |                                                            |                                                                            |                                  |                                                                              |

## 계획
2020 대구도시기본계획에 따르면 대구동서고속화도로로 개편하는 방안이 있다. 1991년 성서네거리에서 남부시외버스터미널(현 만촌네거리 일대)까지 11.5km의 고가도로를 계획했으나, 후에 연호네거리까지 연장해 17.5km를 고가도로 건설을 계획했다. 이 때문에 대구 도시철도 2호선은 고가도로의 하중을 견디기 위해 기초공사 시 설계변경이 필요했고, 예산이 추가됐다. 결국 논의 끝에 고가도로 건설은 무산됐다.

## 주요 건물 및 시설
- 동곡치안센터 (대구광역시 달성군 하빈면 달구벌대로 182)
- 다사검문소 (대구광역시 달성군 하빈면 달구벌대로 377)
- 문양차량사업소 (대구광역시 달성군 다사읍 달구벌대로 431)
- 매곡정수사업소 (대구광역시 달성군 다사읍 달구벌대로 717)
- 매곡119안전센터 (대구광역시 달성군 다사읍 달구벌대로 753)
- 다사치안센터 (대구광역시 달성군 다사읍 달구벌대로 800-1)
- 다사고등학교 (대구광역시 달성군 다사읍 달구벌대로 839)
- 대실역 (대구광역시 달성군 다사읍 달구벌대로 지하888)
- 대구강서소방서 (대구광역시 달성군 다사읍 달구벌대로 920)
- 강창역 (대구광역시 달서구 달구벌대로 지하1014)
- 계명대학교 성서캠퍼스 (대구광역시 달서구 달구벌대로 1095)
- 계명대역 (대구광역시 달서구 달구벌대로 지하1140)
- 성서산업단지역 (대구광역시 달서구 달구벌대로 지하1280)
- 르노코리아 서비스코너 신당점 (대구광역시 달서구 달구벌대로 1178)
- 성서농협 (대구광역시 달서구 달구벌대로 1288)
- 이곡1동 행정복지센터 (대구광역시 달서구 달구벌대로 1309)
- 성서파출소 (대구광역시 달서구 달구벌대로 1327)
- 대구성서초등학교 (대구광역시 달서구 달구벌대로 1339)
- 이곡역 (대구광역시 달서구 달구벌대로 지하1357)
- 대구장성초등학교 (대구광역시 달서구 달구벌대로 1429-11)
- 홈플러스 성서점 (대구광역시 달서구 달구벌대로 1467)
- 용산역 (대구광역시 달서구 달구벌대로 지하1476)
- 중소기업중앙회 대구경북지역본부 (대구광역시 달서구 달구벌대로 1487)
- 죽전역 (대구광역시 달서구 달구벌대로 지하1560)
- 감삼우체국 (대구광역시 달서구 달구벌대로 1578-11)
- 감삼치안센터 (대구광역시 달서구 달구벌대로 1606)
- 푸른방송 (대구광역시 달서구 달구벌대로 1611)
- 감삼역 (대구광역시 달서구 달구벌대로 지하1665)
- 대구경북양돈농협 (대구광역시 달서구 달구벌대로 1675)
- 근로복지공단 대구서부지사 (대구광역시 달서구 달구벌대로 1680)
- 달성고등학교 (대구광역시 서구 달구벌대로 1725)
- 내당4치안센터 (대구광역시 서구 달구벌대로 1737)
- 두류역 (대구광역시 달서구 달구벌대로 지하1760
- 홈플러스 내당점 (대구광역시 서구 달구벌대로 1821)
- 반고개역 (대구광역시 달서구 달구벌대로 지하1900)
- 대구중부소방서 (대구광역시 중구 달구벌대로 1926)
- 청라언덕역 (대구광역시 중구 달구벌대로 지하2000)
- 중구선거관리위원회 (대구광역시 중구 달구벌대로 2042)
- 남산지구대 (대구광역시 중구 달구벌대로 2048)
- 현대백화점 대구점 (대구광역시 중구 달구벌대로 2077)
- 동아백화점 (대구광역시 중구 달구벌대로 2085)
- 반월당역 (대구광역시 중구 달구벌대로 지하2100)
- 경북대학교 사범대학 부속초등학교 (대구광역시 중구 달구벌대로 2150)
- 경북대학교치과병원 (대구광역시 중구 달구벌대로 2175)
- 경북대학교치의학전문대학원 (대구광역시 중구 달구벌대로 2177)
- 경북대학교 사범대학 부설중학교, 경북대학교 사범대학 부설고등학교 (대구광역시 중구 달구벌대로 2178)
- 경대병원역 (대구광역시 중구 달구벌대로 지하2190)
- 근로복지공단 대구지역본부 (대구광역시 중구 달구벌대로 2195)
- 대구은행역 (대구광역시 수성구 달구벌대로 지하2300)
- iM뱅크 (대구광역시 수성구 달구벌대로 2310)
- 대구수성우체국 (대구광역시 수성구 달구벌대로 2320)
- 범어역 (대구광역시 수성구 달구벌대로 지하2396)
- 수성구청 (대구광역시 수성구 달구벌대로 2450)
- 범어도서관 (대구광역시 수성구 달구벌대로 2451)
- 수성경찰서 (대구광역시 수성구 달구벌대로 2460)
- 대구범어2동우체국 (대구광역시 수성구 달구벌대로 2465)
- 수성구청역 (대구광역시 수성구 달구벌대로 지하2500)
- 만촌역 (대구광역시 수성구 달구벌대로 지하2584)
- 대구남부정류장 (대구광역시 수성구 달구벌대로 2599)
- 담티역 (대구광역시 수성구 달구벌대로 지하2672)
- 만촌119안전센터 (대구광역시 수성구 달구벌대로 2658)
- 대륜중학교, 대륜고등학교 (대구광역시 수성구 달구벌대로 2700)
- 연호역 (대구광역시 수성구 달구벌대로 지하2870)
- 대공원역 (대구광역시 수성구 달구벌대로 지하2950)
- 대구고산초등학교 (대구광역시 수성구 달구벌대로 3067)
- 대구고산우체국 (대구광역시 수성구 달구벌대로 3070)
- 고산역 (대구광역시 수성구 달구벌대로 지하3080)
- 고산2동 행정복지센터 (대구광역시 수성구 달구벌대로 3091)
- 대구농업마이스터고등학교 (대구광역시 수성구 달구벌대로 3170)
- 신매역 (대구광역시 수성구 달구벌대로 지하3180)
- 대구신매우체국 (대구광역시 수성구 달구벌대로 3182)
- 대구교통공사 사월관리소 (대구광역시 수성구 달구벌대로 3260)
- 고산1동행정복지센터 (대구광역시 수성구 달구벌대로 3260-2)
- 사월역 (대구광역시 수성구 달구벌대로 지하3290)

## 사진

반월당 네거리
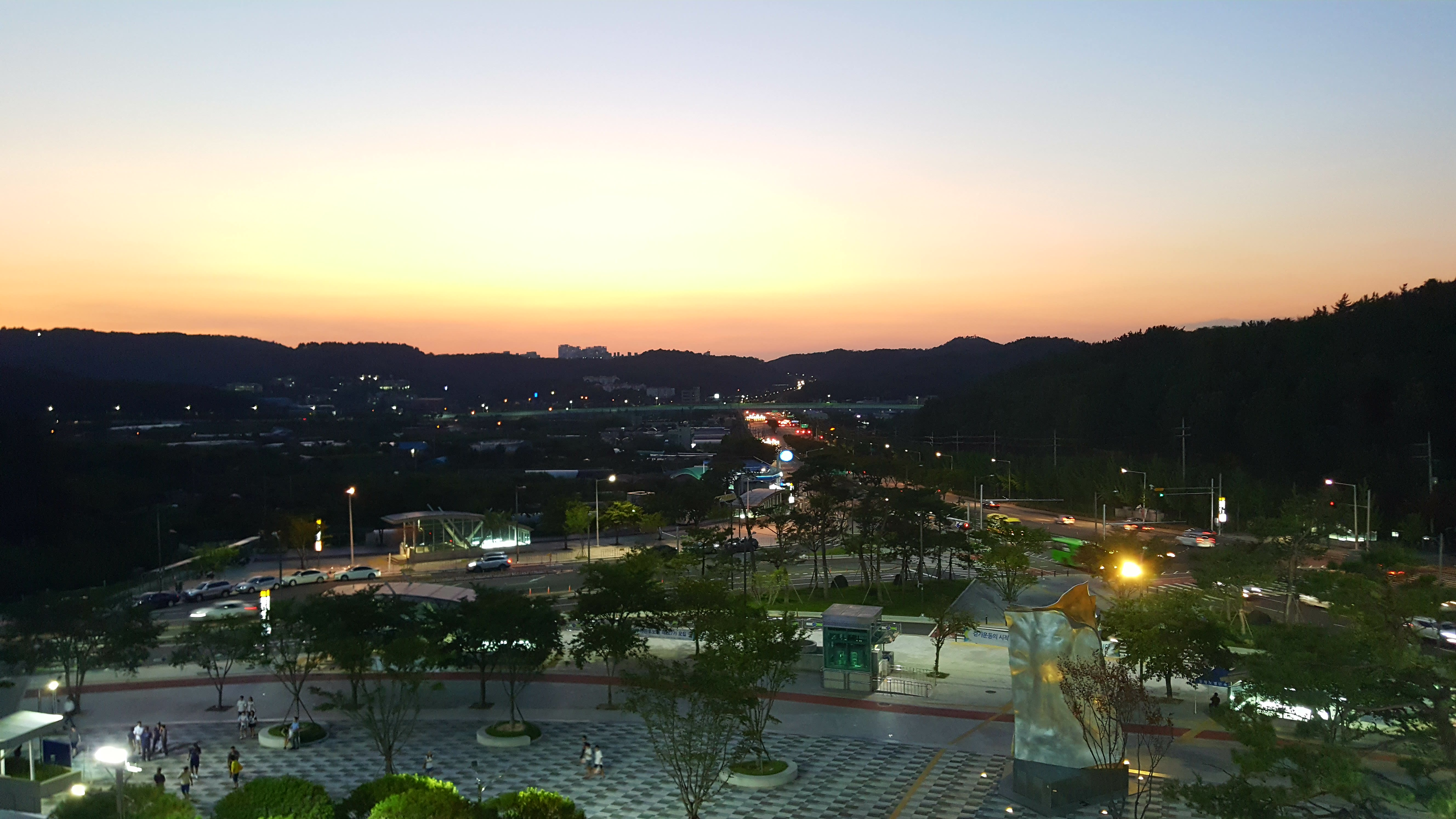
대공원역 삼거리

## 같이 보기
- 대구 도시철도 2호선